# Sārī Qomīsh
Sārī Qomīsh (persiska: ساری قُميشِ قِشلاق, ساری قمیش, Sārī Qomīsh-e Qeshlāq) är en ort i Iran.   Den ligger i provinsen Västazarbaijan, i den nordvästra delen av landet, 400 km väster om huvudstaden Teheran. Sārī Qomīsh ligger 1 387 meter över havet och antalet invånare är 463.
Terrängen runt Sārī Qomīsh är huvudsakligen kuperad, men den allra närmaste omgivningen är platt. Sārī Qomīsh ligger nere i en dal.Runt Sārī Qomīsh är det ganska glesbefolkat, med 48 invånare per kvadratkilometer. Närmaste större samhälle är Bardeh Zard, 15,8 km sydväst om Sārī Qomīsh. Trakten runt Sārī Qomīsh består i huvudsak av gräsmarker.